# Kabinett Depretis I
Das Kabinett Depretis I regierte das Königreich Italien vom 25. März 1876 bis zum 26. Dezember 1877. Es folgte dem Kabinett Minghetti II und wurde von Ministerpräsident Agostino Depretis angeführt, der mit Unterbrechungen bis 1887 weitere sieben Regierungen unter seiner Führung bildete.
Das Kabinett Depretis I war das 15. Kabinett des Königreiches und wurde von der „Historischen Linken“ (italienisch Sinistra storica) gestützt. Es war 1 Jahr und 9 Monate im Amt. Depretis reichte 12 Monate nach Beginn der XIII. Legislaturperiode im November 1877 seinen Rücktritt ein, nachdem seine Regierung bei einem vom Parlament eingebrachten Antrag über das Fernmeldegeheimnis die Vertrauensfrage stellte und diese nur mit knapper Mehrheit für sich entscheiden konnte. Daraufhin beauftragte König Viktor Emanuel II. Depretis mit der Bildung einer neuen Regierung, die am 26. Dezember als Kabinett Depretis II die Amtsgeschäfte übernahm.

## Minister

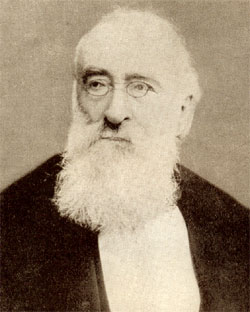
Agostino Depretis

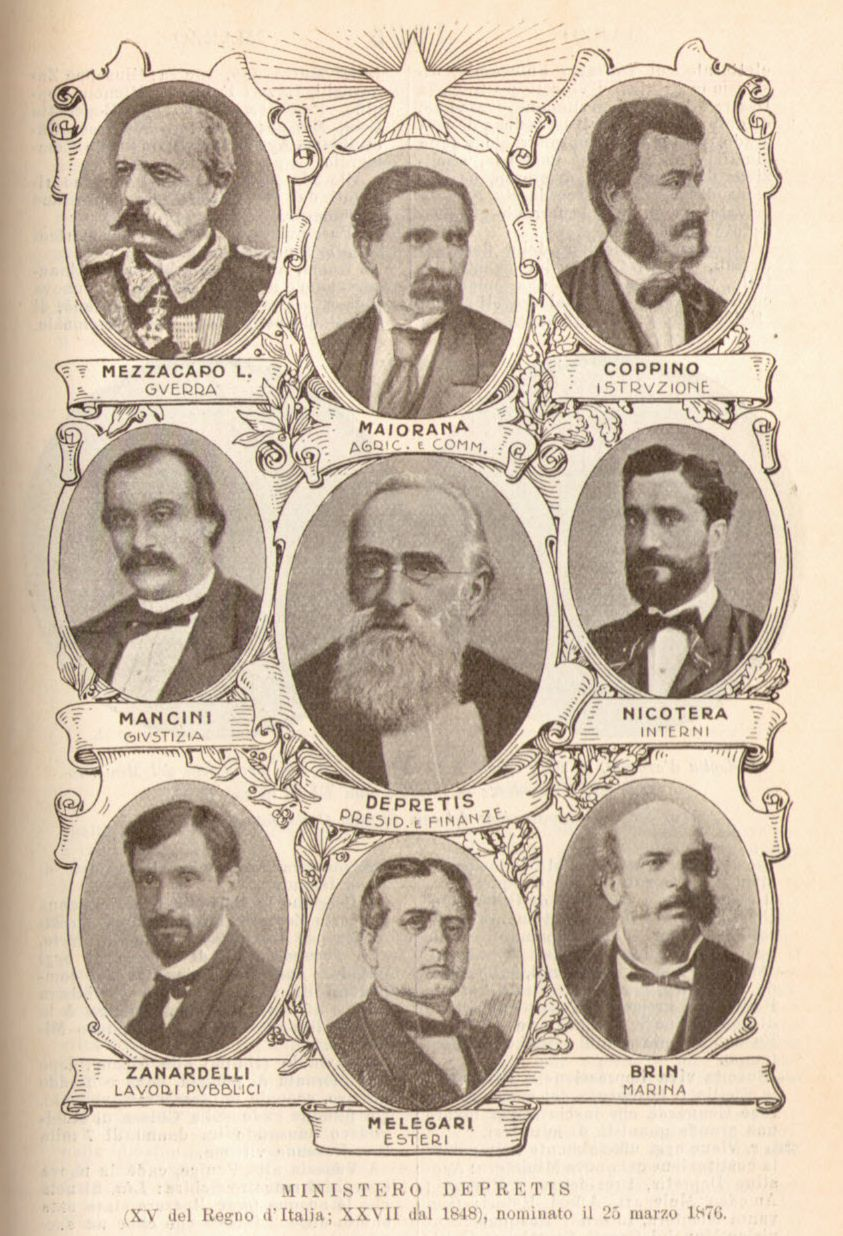
Kabinett Depretis I

| Ministerien                          | Name                                                                                 |
| ------------------------------------ | ------------------------------------------------------------------------------------ |
| Ministerpräsident                    | Agostino Depretis                                                                    |
| Äußeres                              | Luigi Amedeo Melegari                                                                |
| Inneres                              | Giovanni Nicotera                                                                    |
| Justiz und Kirchenangelegenheiten    | Pasquale Stanislao Mancini                                                           |
| Krieg                                | Luigi Mezzacapo                                                                      |
| Marine                               | Benedetto Brin                                                                       |
| Finanzen                             | Agostino Depretis                                                                    |
| Öffentliche Arbeiten                 | Giuseppe Zanardelli (bis 13. November 1877) Agostino Depretis (ab 14. November 1877) |
| Bildung                              | Michele Coppino                                                                      |
| Landwirtschaft, Industrie und Handel | Salvatore Majorana Calatabiano                                                       |